# Backvial
Backvial eller skogsvial (Lathyrus sylvestris) är en ört i familjen ärtväxter. Den förekommer i större delen av Europa till Nordafrika, Kaukasus och Sibirien. I Pyrenéerna växer den upp till 1300 m höjd. Backvialen odlas ibland som prydnadsväxt.
Storvuxen flerårig, klättrande ört, men vingkantad stjälk, till 2 m. Stjälken ligger ofta längs marken eller klänger omkring i andra växter. Blad parbladiga med ett bladpar och ett grenigt klänge, småblad smalt elliptiska och 5–15 cm långa. Bladskaftet har bred vingkant. Blommor 3-8 i klasar från bladvecken. De har blekrosa eller matt rosenrött segel och purpur vingar, som bleknar mot kanterna, de blir ca 12–20 mm långa. Frukten är en mångfröig balja. Backvial blommar i juli-augusti.
Förväxlas ibland med rosenvial (L. latifolius) och vingvial (L. heterophyllus), de har dock bredare och ofta kortare småblad, bredare stipler och större blommor. 
Artepitetet sylvestris av latinets sylva (skog), vilket syftar på växtplatsen. 

## Synonymer
- Lathyrus angustifolius Medikus, 1787
- Lathyrus brachyphyllus Schur, 1861
- Lathyrus heterophyllus Lapeyr., 1813 nom. illeg.
- Lathyrus intermedius Wallr., 1822
- Lathyrus noeanus Alef., 1861
- Lathyrus platyphyllos A.J.Retzius, 1795
- Lathyrus pyrenaicus Jordan, 1848
- Lathyrus sylvestris proles pyrenaicus (Jordan) Rouy, 1899
- Lathyrus sylvestris subsp. angustifolius (Medikus) Rothmaler, 1963
- Lathyrus sylvestris subsp. platyphyllos (A.J.Retzius) Nyman, 1878
- Lathyrus sylvestris subsp. pyrenaicus (Jordan) O. Bolòs & Vigo, 1974
- Lathyrus sylvestris var. intermedius Lamotte, 1876
- Lathyrus variegatus Gilib.